# The Oxford Companion to the History of Modern Science
The Oxford Companion to the History of Modern Science é uma enciclopédia sobre história da ciência que abrange meados do século XVI (Renascimento) até o início de século XXI. O livro inclui 609 verbetes de cerca de 200 autores.
Seu editor-chefe foi John L. Heilbron e os outros editores foram James Bartholomew, Jim Bennett, Frederic L. Holmes, Rachel Laudan and Giuliano Pancaldi. A enciclopédia foi publicada pela Oxford University Press em 2003 ISBN 0-19-511229-6.